# Haßfurt
Haßfurt è una città tedesca di 13 982 abitanti, situata nel Land della Baviera.
La città è attraversata lungo il confine meridionale dal fiume Meno. Etimologicamente il nome deriva dal germanico Hasufurth, vale a dire "sentiero attraverso la nebbia".

## Galleria d'immagini

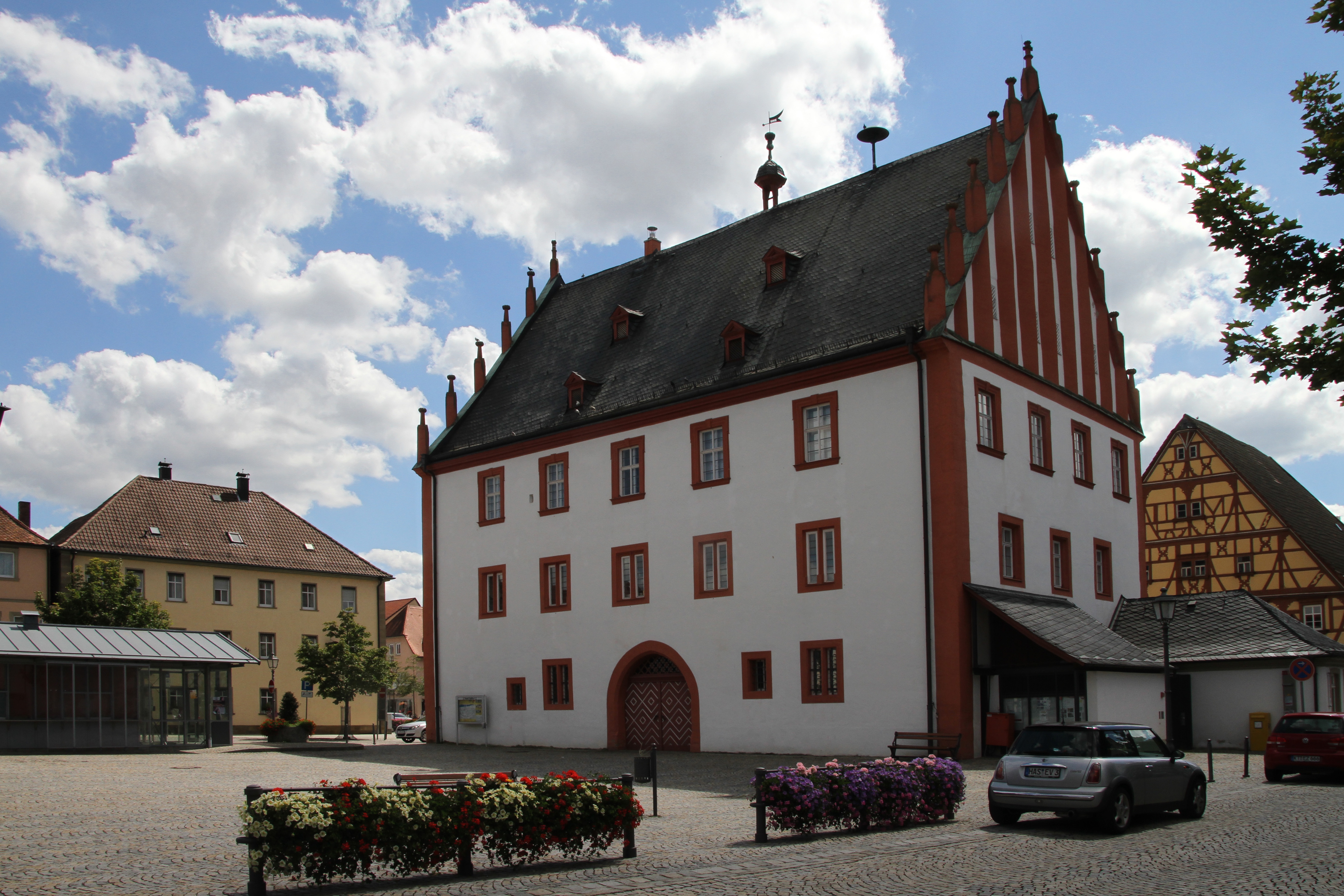
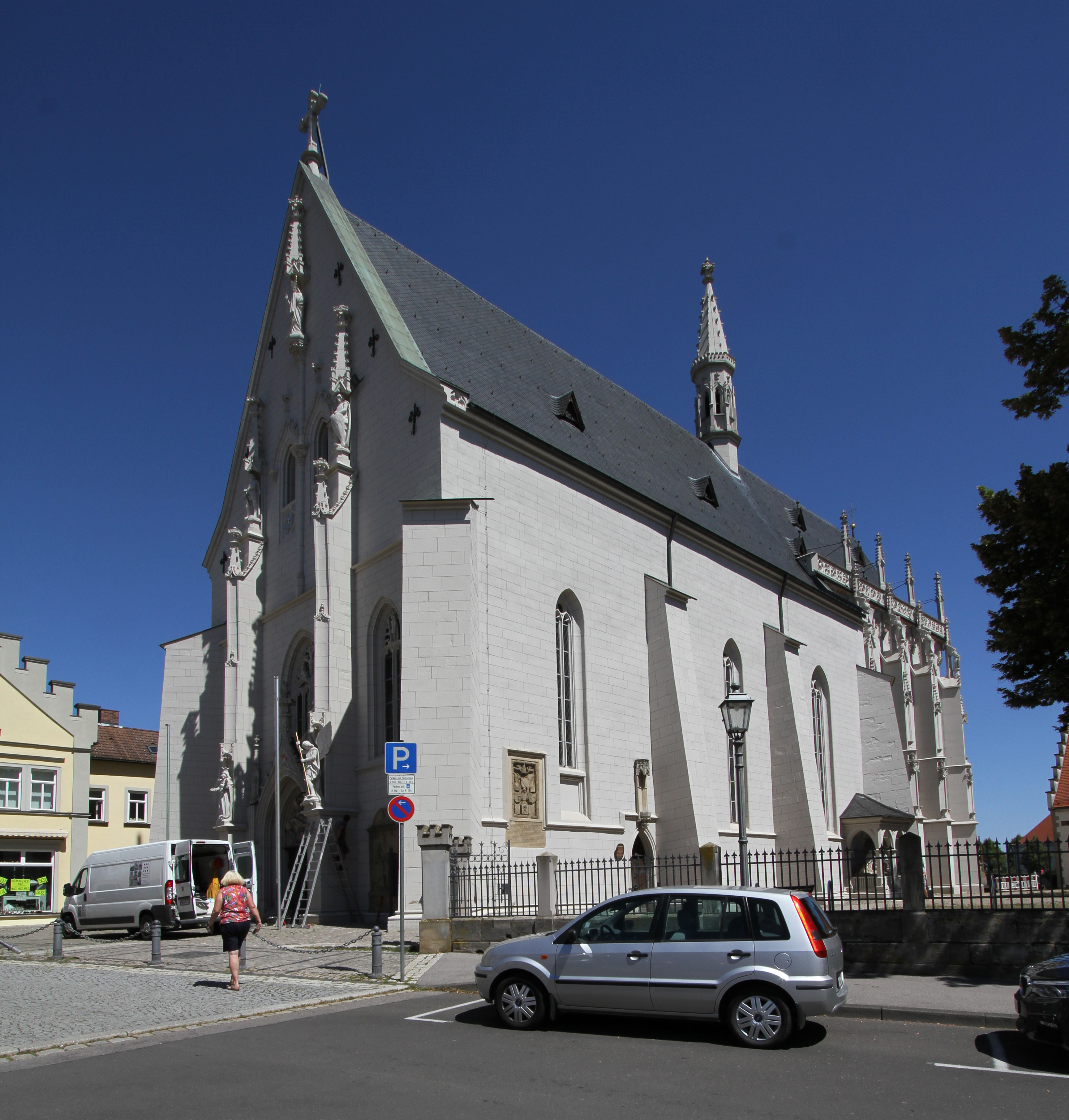
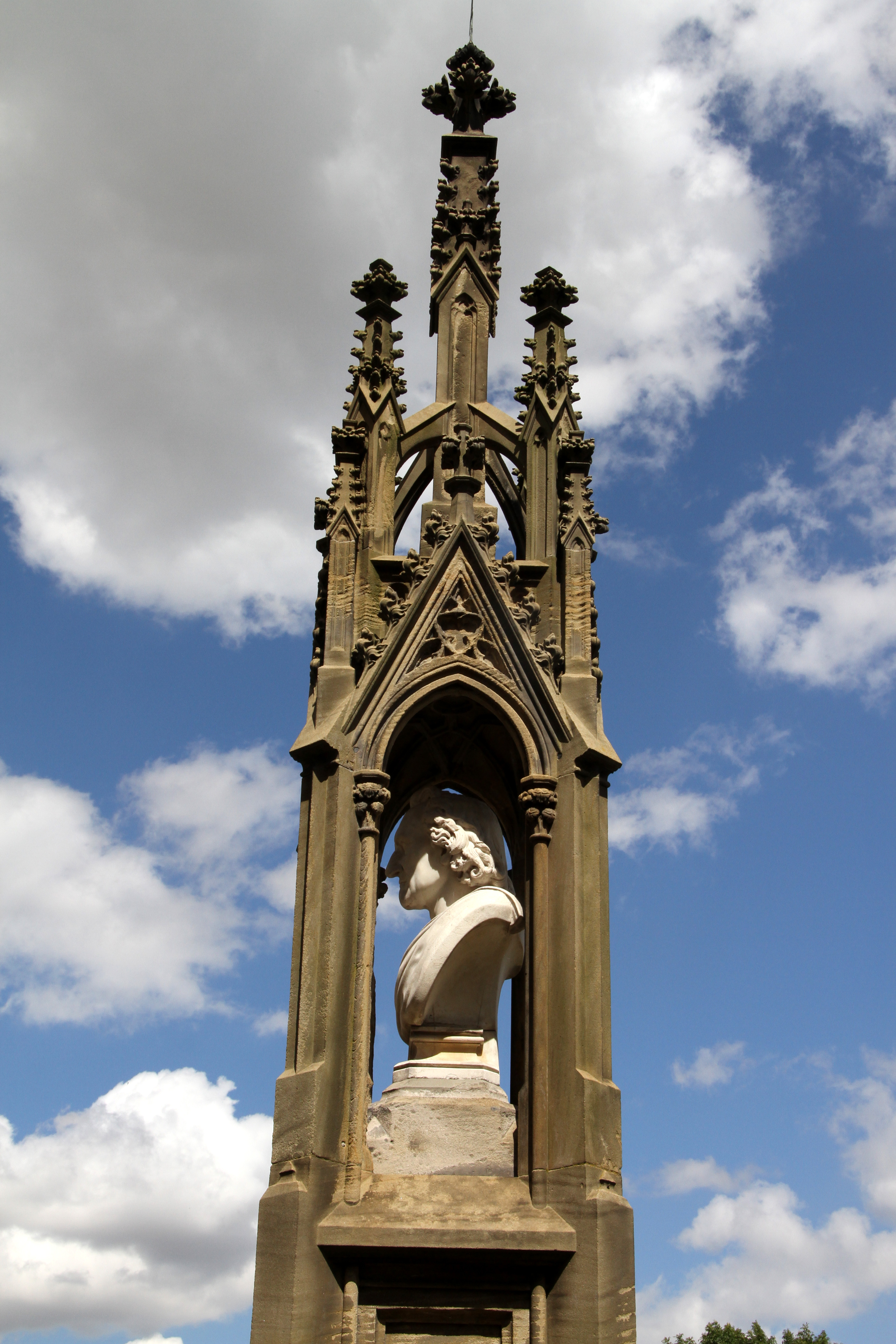
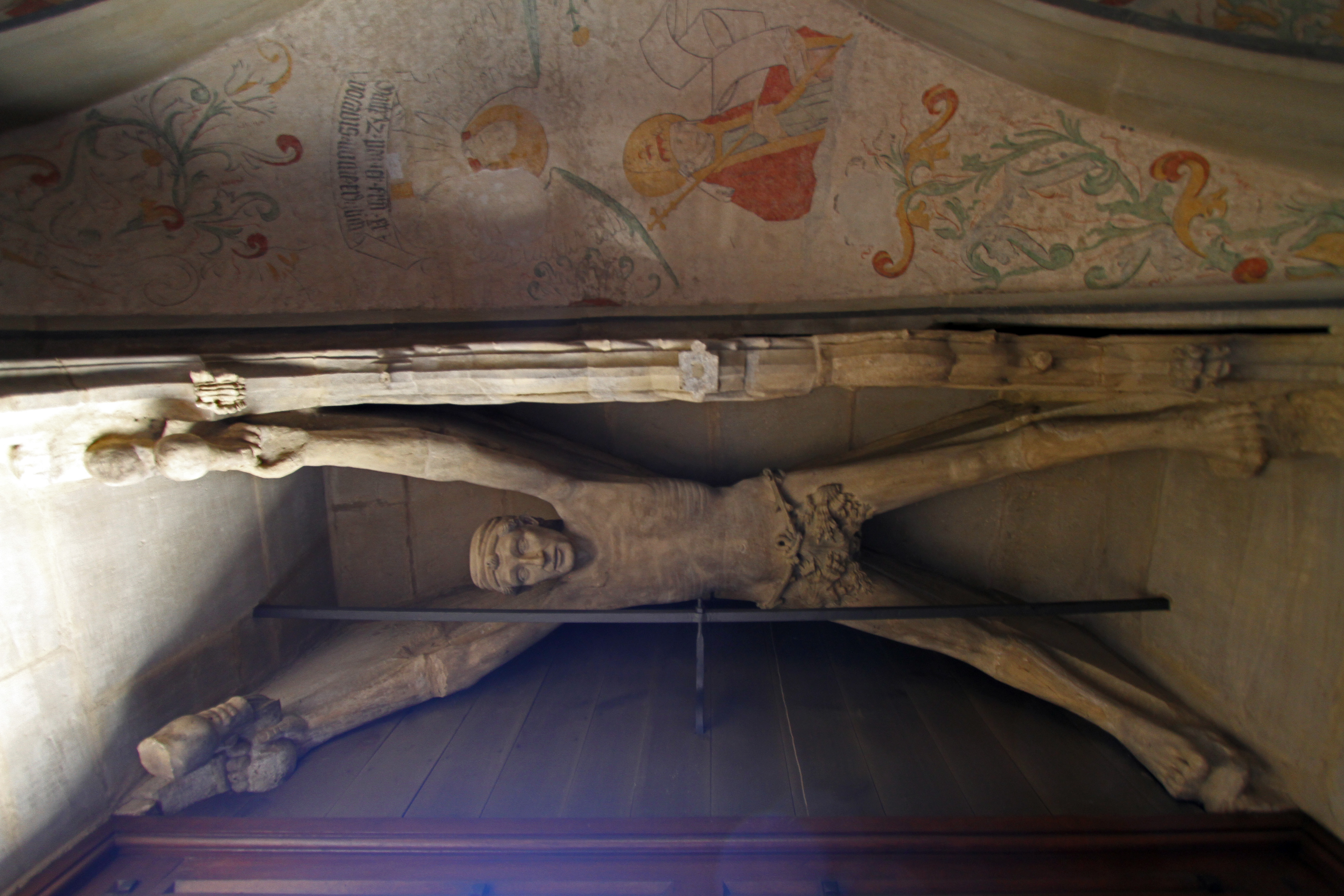
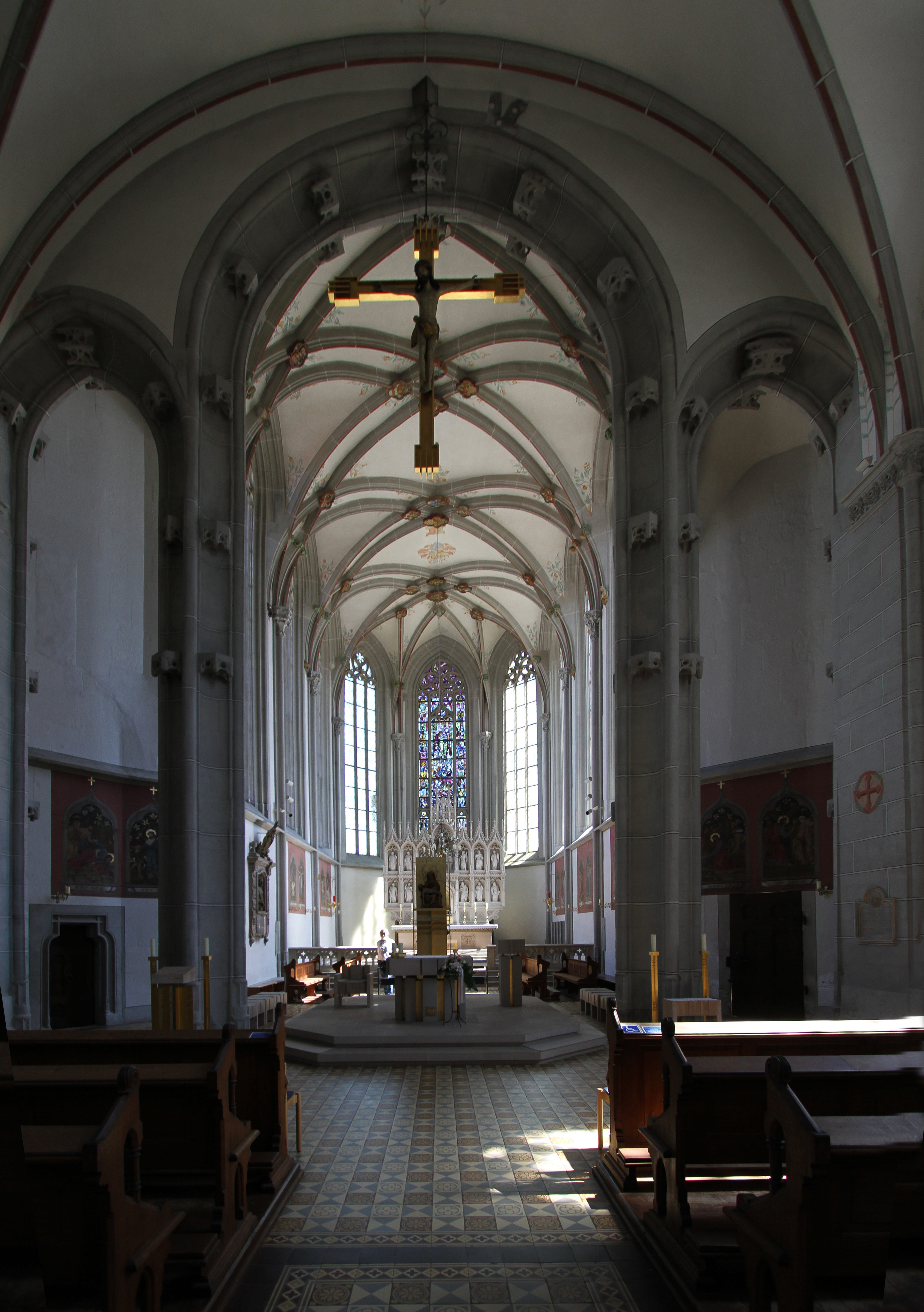
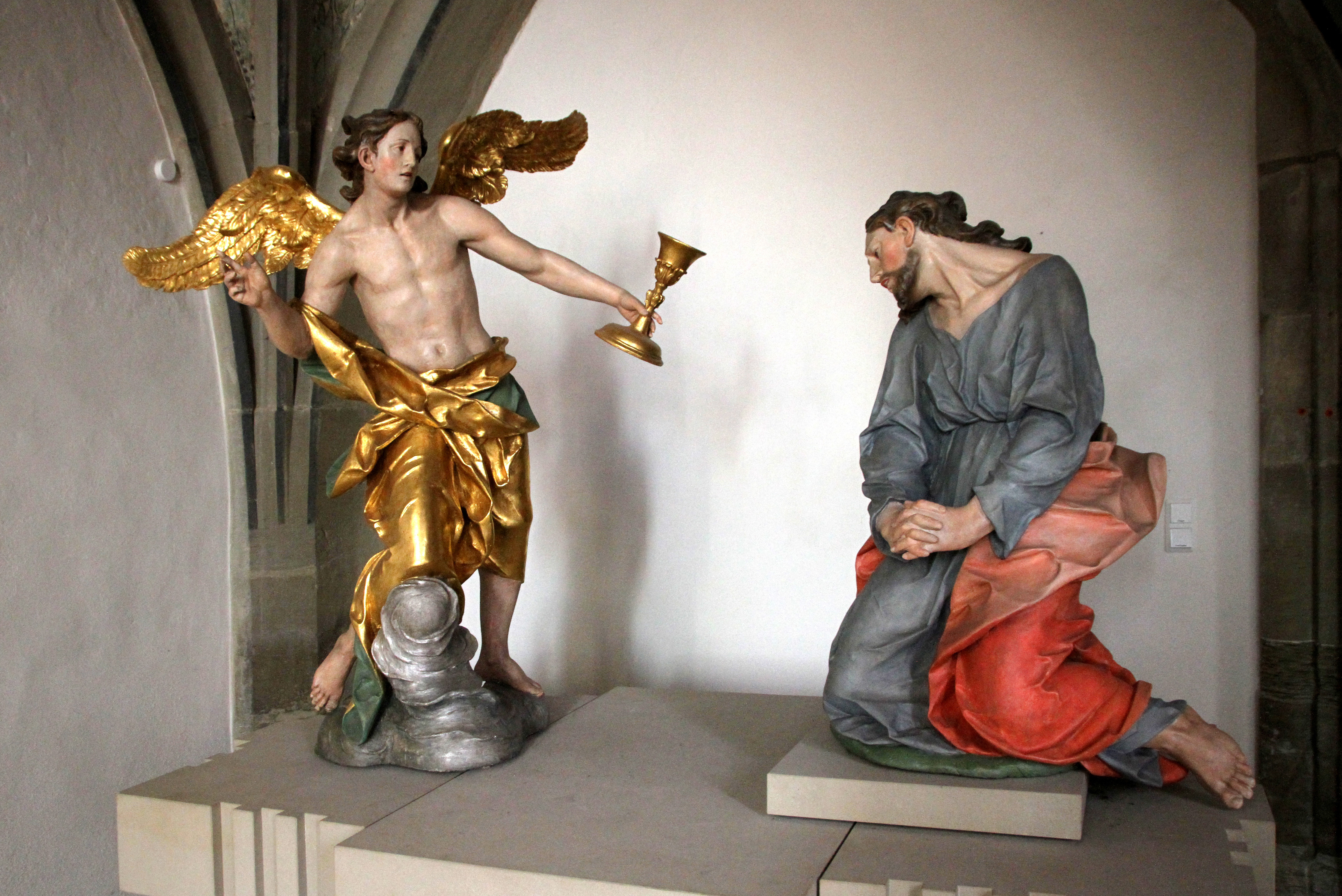
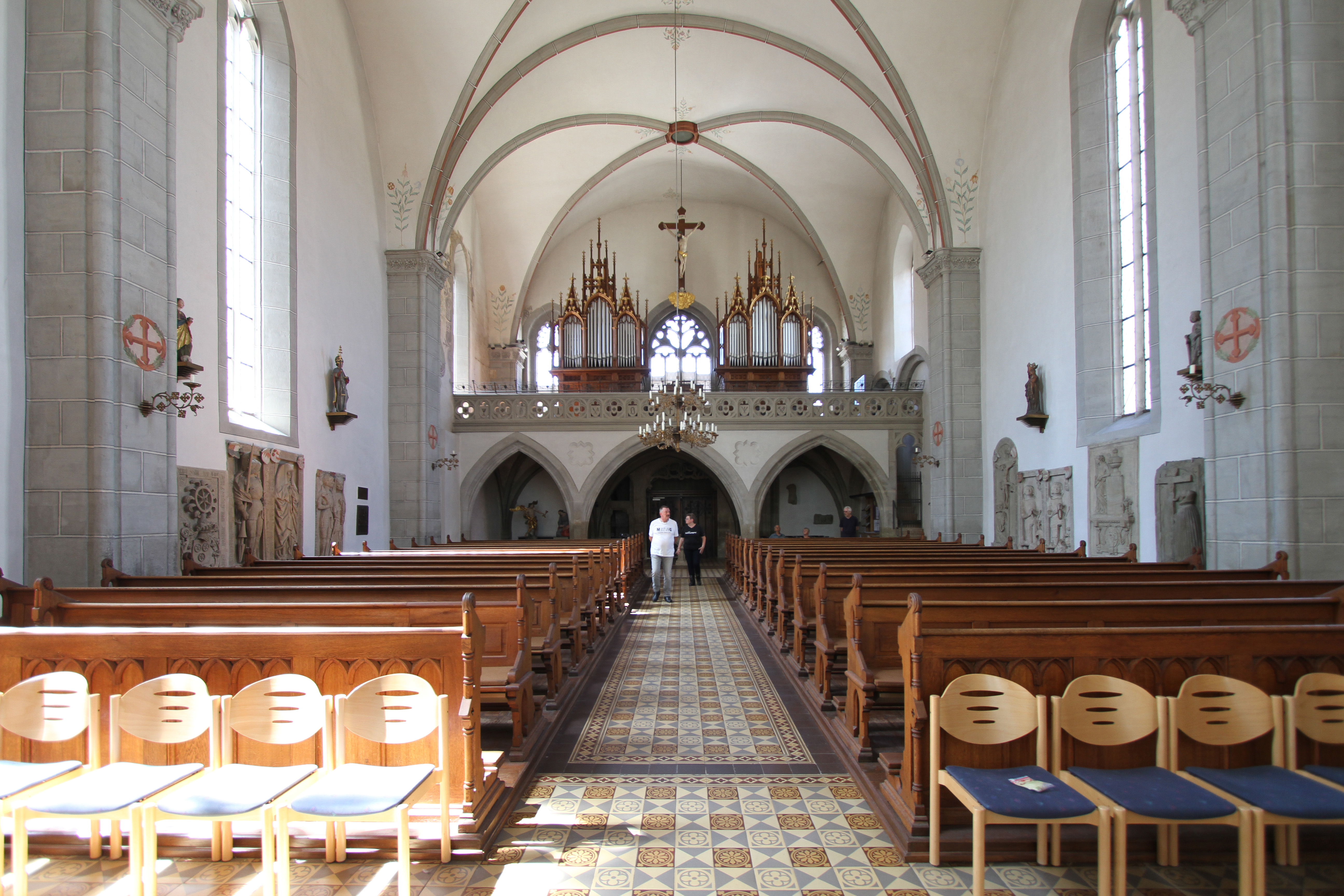
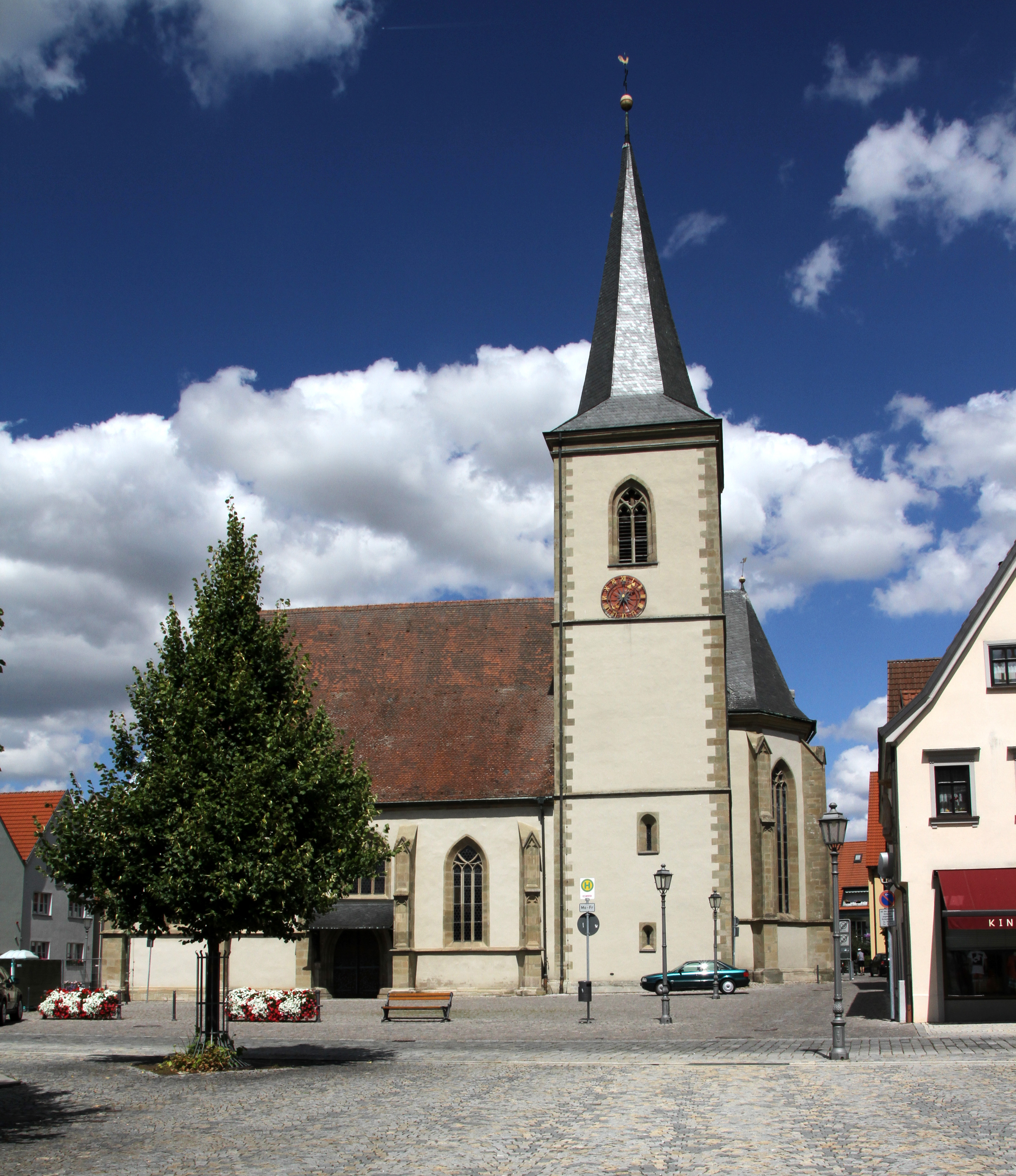